# Sharafli
Sharafli (azerbajdzjanska: Şərəfli) är en ort i Azerbajdzjan.   Den ligger i distriktet Bərdə Rayonu, i den centrala delen av landet, 230 km väster om huvudstaden Baku. Sharafli ligger 72 meter över havet och antalet invånare är 300.
Terrängen runt Sharafli är platt. Runt Sharafli är det ganska tätbefolkat, med 62 invånare per kvadratkilometer.. Närmaste större samhälle är Barda, 18,0 km norr om Sharafli.
Trakten runt Sharafli består till största delen av jordbruksmark.